# 思贤滘
23°08′59″N 112°48′51″E / 23.14972°N 112.81417°E

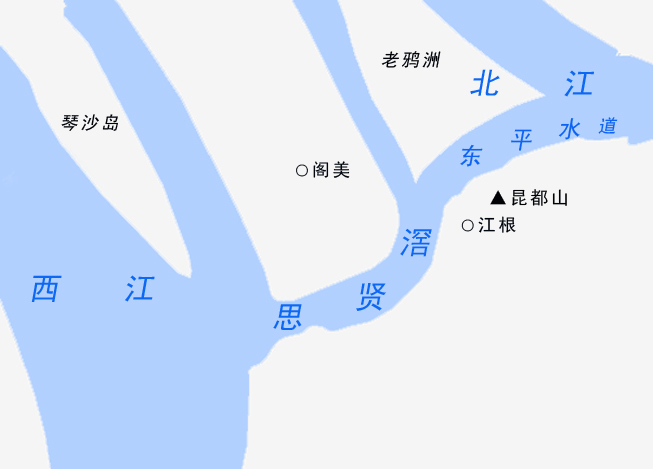
思贤滘

思贤滘，位于中华人民共和国广东省佛山市三水区境内，是西江和北江交汇的河道，全长1.5千米，水深5米，西滘口宽100米，东滘口宽200米，中间宽500米。思贤滘是一条调节西、北两江流量的天然运河，每年汛期，如西江水涨，西水便倒向北江，反之，则北江水流向西江。“思贤洪波”为三水八景之一。
思贤滘一名的由来有两种说法：一称明代理学家陈献章曾远道而来寻访其得意弟子陈冕，无奈不遇，遂于江边石上题下“思贤”二字，后人遂依此为河道命名；另一种说法称陈献章曾多次远道而来观洪波胜景，其弟子陈冕、何维柏先后在附近的昆都山读书，后人为纪念这些贤士而命名“思贤滘”。思贤滘地处西北江三角洲顶部，是珠江三角洲地区联系大西南最便捷的水上交通大动脉。河道内航运繁忙。